# Thailandia ai XXIII Giochi olimpici invernali
La Thailandia ha partecipato ai XXIII Giochi olimpici invernali, che si sono svolti dal 9 al 28 febbraio 2018 a PyeongChang, in Corea del Sud, con una delegazione composta da 4 atleti. Il portabandiera è stato il fondista Mark Chanloung.

## Sci alpino

### Uomini
L'unico atleta schierato nello sci alpino è stato l'italo-thailandese Nicola Zanon.
| Gara                     | Atleta       | Risultato                     |
| Slalom gigante maschile  | Nicola Zanon | Non ha finito la gara         |
| Slalom speciale maschile | Nicola Zanon | Ritirato prima della partenza |

### Donne
L'unica atleta schierata nello sci alpino è stata la svizzera-thailandese Alexia Arisarah Schenkel.
| Gara                      | Atleta                   | Risultato             |
| Slalom gigante femminile  | Alexia Arisarah Schenkel | Non ha finito la gara |
| Slalom speciale femminile | Alexia Arisarah Schenkel | Non ha finito la gara |

## Sci di fondo
Nello sci di fondo la Thailandia ha schierato due atleti, i due gemelli italo-thailandesi Mark e Karen Chanloung, gemelli cresciuti a Gressoney-La-Trinité.

### Maschile
| Atleta         | Gara                     | Risultato                   | Risultato                   | Risultato                   |
| Atleta         | Gara                     | Tempo                       | Distacco dal primo          | Posizione                   |
| -------------- | ------------------------ | --------------------------- | --------------------------- | --------------------------- |
| Mark Chanloung | 15 km a tecnica libera   | 38:40.8                     | +4:56.9                     | 79º                         |
| Mark Chanloung | 50 km a tecnica classica | Doppiato                    | Doppiato                    | Doppiato                    |
| Mark Chanloung | Sprint                   | Eliminato nella 1ª batteria | Eliminato nella 1ª batteria | Eliminato nella 1ª batteria |

### Femminile
| Atleta          | Gara                   | Risultato | Risultato            | Risultato |
| Atleta          | Gara                   | Tempo     | Distacco dalla prima | Posizione |
| --------------- | ---------------------- | --------- | -------------------- | --------- |
| Karen Chanloung | 10 km a tecnica libera | 32:30.2   | +7:29.7              | 82ª       |